# دوور، تاسمانیا

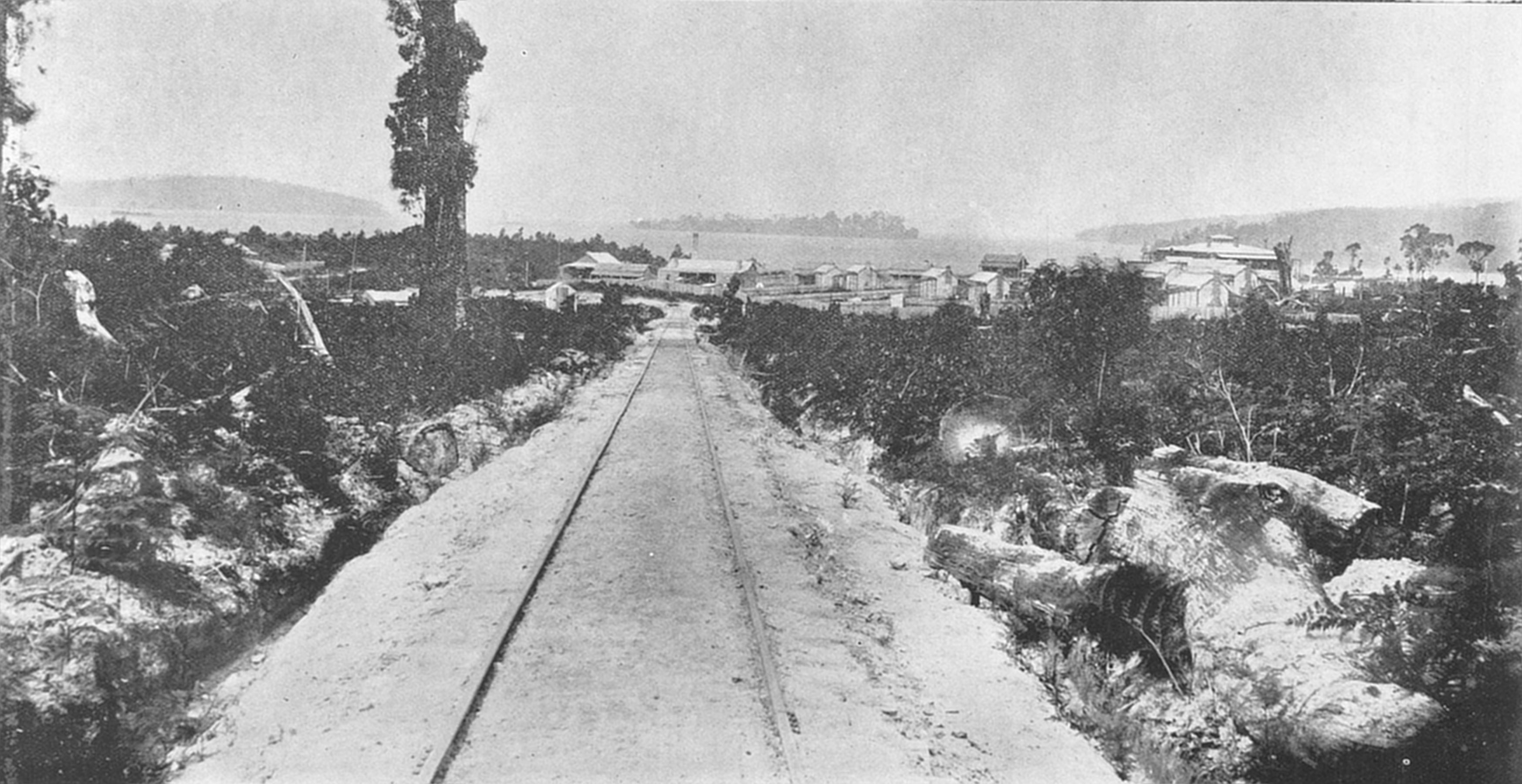
دوور، تاسمانیا

دوور (به انگلیسی: Dover) یک شهرک در استرالیا است که در تاسمانی واقع شده‌است.